# Whitney Osuigweová
Whitney Osuigweová (nepřechýleně Osuigwe, * 17. dubna 2002 Bradenton, Florida) je americká profesionální tenistka. V sérii WTA 125 vybojovala jednu deblovou trofej. V rámci okruhu ITF získala tři tituly ve dvouhře a devět ve čtyřhře.
Na žebříčku WTA byla ve dvouhře nejvýše klasifikována v srpnu 2019 na 105. místě a ve čtyřhře pak v říjnu 2024 na 115. místě. Trénuje ji Jordan Belga a konzistentně spolupracuje s otcem Desmondem Osuigwem. Dříve roli kouče plnil Roger Anderson.
V juniorském tenise zvítězila na French Open 2017. S krajankou Caty McNallyovou skončila jako poražená finalistka ve čtyřhře Wimbledonu 2017 a 2018. Na kombinovaném juniorském žebříčku ITF se stala v říjnu 2017 světovou jedničkou a sezónu zakončila jako juniorská mistryně světa.

## Soukromý život
Narodila se roku 2002 ve floridském Bradentonu do rodiny Desmonda Osuigweho, který do Spojených států emigroval z nigerijského Lagosu. Od roku 1997 působil jako tenisový trenér v bradentonské Akademii IMG, v níž začal šestiletou dceru připravovat. V profesionálním tenise se pohyboval na okruhu ITF, než nastoupil na americkou univerzitu. Její starší bratr Deandre hrál univerzitní basketbal a mladší sestra Victoria se začala věnovat také tenisu.

## Tenisová kariéra

### Juniorská dráha
V juniorském tenise si zahrála semifinále Orange Bowlu 2016. Na French Open 2017 v závěrečných kolech zdolala krajanku Caty McNallyovou, Rusku Jelenu Rybakinovou a 17letou americkou turnajovou šestku Claire Liuovou. Ve věku 15 let, 1 měsíce a 24 dní se stala devátou nejmladší vítězkou turnaje na dvorcích Rolanda Garrose, o měsíc starší než Justine Heninová při svém vítězství v roce 1997. Po ročníku 1980 se jednalo o druhé pařížské finále, v němž se střetly dvě zástupkyně amerického tenisu. Na French Open triumfovala jako pátá Američanka a první od Jennifer Capriatiové v roce 1989. Bodový zisk ji posunul na druhé místo světové klasifikace.
Američanky také dovedla ke čtvrté trofeji během předchozí dekády v juniorském Fed Cupu 2017. Na kombinovaném juniorském žebříčku ITF se stala v říjnu 2017 světovou jedničkou a sezónu zakončila jako juniorská mistryně světa. V prosinci téhož roku pak triumfovala na Orange Bowlu v kategorii 18letých, když ve finále proti Ukrajince Margarytě Bilokinové ztratila jen tři gemy. V srpnu 2018 ovládla juniorské mistrovství USA v tenise, čímž si zajistila divokou kartu do hlavní soutěže grandslamového US Open.

### Profesionální dráha
V rámci hlavních soutěží událostí okruhu ITF debutovala v červnu 2016, když v delawarském Bethany Beach s dotací 10 tisíc dolarů postoupila z kvalifikace. Po výhře nad Astrou Sharmaovou podlehla ve čtvrtfinále dvouhry Američance Abigail Desiatnikovové. Premiérový titul v této úrovni tenisu vybojovala během listopadu 2018 v texaském Tyleru, turnaji s rozpočtem 80 tisíc dolarů. Do finále postoupila přes nejvýše nasazenou, třicátou devátou hráčku klasifikace Belindu Bencicovou. V závěrečném duelu přehrála Brazilku Beatriz Haddad Maiovou.
Na okruhu WTA Tour debutovala březnovou dvouhrou Miami Open 2018 v Key Biscayne, do níž jako členka sedmé světové stovky získala divokou kartu. Na úvod poodlehla soupeřce z juniorských soutěží Claire Liuové, která rovněž startovala na divokou kartu. První vyhraný zápas na túře WTA zaznamenala o rok později na Miami Open 2019, kde v prvním kole vyřadila Japonku Mari Ósakaovou, než ji zastavila krajanka z první třicítky Danielle Collinsová.
Debut v hlavní soutěži nejvyšší grandslamové kategorie přišel v ženském singlu US Open 2018. V úvodní fázi však nenašla recept na italskou světovou čtyřicítku Camilu Giorgiovou. Z newyorské čtyřhry odešla s Catty McNallyovou poražena od americko-australského páru Desirae Krawczyková a Monique Adamczaková. Vstup do Australian Open 2019 nezvládla s kanadskou kvalifikantkou Biancou Andreescuovou a na US Open 2020 podlehla Ukrajince Kateryně Kozlovové.

## Finále série WTA 125

### Čtyřhra: 1 (1–0)
| Legenda       |
| ------------- |
| WTA 125 (1–0) |

| Stav    | č. | datum         | turnaj                 | povrch    | spoluhráčka        | soupeřky ve finále              | výsledek         |
| ------- | -- | ------------- | ---------------------- | --------- | ------------------ | ------------------------------- | ---------------- |
| Vítězka | 1. | listopad 2023 | Midland, Spojené státy | tvrdý (h) | Hailey Baptisteová | Sophie Changová Ashley Laheyová | 2–6, 6–2, [10–1] |

## Tituly na okruhu ITF
| Kategorie okruhu ITF | Kategorie okruhu ITF |
| -------------------- | -------------------- |
| Turnaje W100         | Turnaje W80          |
| Turnaje W75/W60      | Turnaje W50/W40      |
| Turnaje W35/W25      | Turnaje W15/W10      |

### Dvouhra (3 tituly
| Č. | datum         | turnaj                         | kategorie | povrch | poražená finalistka   | výsledek      |
| -- | ------------- | ------------------------------ | --------- | ------ | --------------------- | ------------- |
| 1. | listopad 2018 | Tyler, Spojené státy           | W80       | tvrdý  | Beatriz Haddad Maiová | 6–3, 6–4      |
| 2. | duben 2019    | Charlottesville, Spojené státy | W80       | antuka | Madison Brengleová    | 6–4, 1–6, 6–3 |
| 3. | listopad 2024 | Boca Raton, Spojené státy      | W50       | tvrdý  | Eva Vedderová         | 7–6(8), 6–3   |

### Čtyřhra (9 titulů)
| Č. | datum         | turnaj                             | kategorie | povrch | spoluhráčka         | poražené finalistky                      | výsledek          |
| -- | ------------- | ---------------------------------- | --------- | ------ | ------------------- | ---------------------------------------- | ----------------- |
| 1. | březen 2018   | Orlando, Spojené státy             | W15       | antuka | Caty McNallyová     | Dia Jevtimovová Ilona Kremenová          | 6–2, 6–3          |
| 2. | duben 2018    | Jackson, Spojené státy             | W25       | antuka | Sanaz Marandová     | Gaia Sanesiová Chanel Simmondsová        | 6–1, 6–3          |
| 3. | leden 2022    | Orlando, Spojené státy             | W60       | tvrdý  | Hailey Baptisteová  | Angela Kulikovová Rianna Valdesová       | 7–6(7), 7–5       |
| 4. | březen 2023   | Boca Raton, Spojené státy          | W25       | tvrdý  | Hailey Baptisteová  | Francesca Di Lorenzová Makenna Jonesová  | 6–2, 6–2          |
| 5. | červenec 2023 | Punta Cana, Dominikánská republika | W25       | antuka | Victoria Osuigweová | Alicia Herrero Liñanová Melany Krywojová | 6–1, 1–6, [10–7]  |
| 6. | listopad 2023 | Charleston, Spojené státy          | W100      | antuka | Hailey Baptisteová  | Nigina Abduraimovová Carole Monnetová    | 6–4, 3–6, [13–11] |
| 7. | únor 2024     | Guanajuato, Mexiko                 | W100      | tvrdý  | Hailey Baptisteová  | Ann Liová Rebecca Marinová               | 7–5, 6–4          |
| 8. | únor 2024     | Spring, Spojené státy              | W35       | tvrdý  | Alana Smithová      | Malkia Ngounoueová Thaísa Pedrettiová    | 6–4, 6–4          |
| 9. | červenec 2024 | Lexington, Spojené státy           | W75       | tvrdý  | Alana Smithová      | Carmen Corleyová Ivana Corleyová         | 7–6(5), 6–3       |

## Finále na juniorském Grand Slamu

### Dvouhra: 1 (1–0)
| Stav    | rok  | turnaj      | povrch | soupeřka ve finále | výsledek           |
| ------- | ---- | ----------- | ------ | ------------------ | ------------------ |
| Vítězka | 2017 | French Open | antuka | Claire Liuová      | 6–4, 6–7(5–7), 6–3 |

### Čtyřhra juniorek: 2 (0–2)
| Stav       | rok  | turnaj    | povrch | spoluhráčka     | soupeřky ve finále              | výsledek |
| ---------- | ---- | --------- | ------ | --------------- | ------------------------------- | -------- |
| Finalistka | 2017 | Wimbledon | tráva  | Caty McNallyová | Olga Danilovićová Kaja Juvanová | 4–6, 3–6 |
| Finalistka | 2018 | Wimbledon | tráva  | Caty McNallyová | Wang Sin-jü Wang Si-jü          | 2–6, 1–6 |